# Bäckefors
Bäckefors è un'area urbana della Svezia situata nel comune di Bengtsfors, contea di Västra Götaland.
La popolazione rilevata nel censimento 2010 era di 673 abitanti .
Bäckefors era un importante snodo ferroviario durante la Seconda Guerra Mondiale, quando qui passavano molti treni con soldati tedeschi.